# Джейк Уесли Роджърс
Джейк Уесли Роджърс (на английски: Jake Wesley Rogers) е американски певец и автор на песни.

## Биография
Роджърс израства в Озарк, Мисури, където се научава да свири на китара на 6-годишна възраст. По-късно започва да свири на пиано и да се учи на пеене на 12-годишна възраст. Роджърс започва да участва в театрални постановки в 5-и клас и скоро след това пише песни. Като дете той ходи на концерти на артисти като Лейди Гага и Нели Фуртадо.
Роджърс разкрива, че  е гей пред родителите си, когато е в 6-и клас. Въпреки че семейството му го подкрепя, той решава да крие ориентацията си от другите порадите консервативните настроения в родния му град.
През 2015 г. Роджърс се премества в Нашвил, за да учи писане на песни в Университета „Белмонт“. Роджърс завършва през 2018 г.

## Дискография

### ЕП
| заглавие  | Албум |
| --------- | --- |
| Evergreen | - Издадено: 16 юни 2017 - Формати: цифрово изтегляне, стрийминг - Етикет: Освободен сам                    |
| Spiritual | - Издаден: 5 април 2019 - Формати: цифрово изтегляне, стрийминг - Етикет: Освободен сам                    |
| Pluto     | - Издаден: 1 октомври 2021 - Формати: цифрово изтегляне, стрийминг - Етикет: Facet Records/Warner Records  |
| LOVE      | - Издаден: 21 октомври 2022 - Формати: цифрово изтегляне, стрийминг - Етикет: Facet Records/Warner Records |

### необвързани
| заглавие              | година | Албум     |
| --------------------- | ------ | --------- |
| You Should Know       | 2017   | Evergreen |
| Jacob From the Bible  | 2019   | Spiritual |
| Little Queen          | 2019   | Spiritual |
| Middle of Love        | 2021   | Pluto     |
| Momentary             | 2021   | Pluto     |
| Weddings and Funerals | 2021   | Pluto     |